# I fratelli Castiglioni
Pour plus de détails, voir Fiche technique et Distribution.
I fratelli Castiglioni est une comédie italienne de téléphones blancs réalisée par Corrado D'Errico et sortie en 1937.
Il s'agit de l'adaptation d'une pièce de théâtre éponyme d'Alberto Colantuoni (it).

## Synopsis
En 1936, à Brianza, plusieurs membres d'une famille se découvrent héritiers d'un riche propriétaire terrien et se lancent à la recherche d'un billet de loterie perdu.

## Fiche technique
- Titre original italien : I fratelli Castiglioni[1],[2]
- Réalisateur : Corrado D'Errico
- Scénario : Corrado D'Errico, d'après la pièce de théâtre éponyme d'Alberto Colantuoni (it).
- Montage : Eraldo Da Roma
- Musique : Renzo Rossellini
- Décors : Guido Fiorini (it)
- Costumes : Augusto Sirletti
- Production : Giuseppe Amato
- Société de production : Roma Film
- Pays de production :  Royaume d'Italie
- Langue originale : italien
- Format : Noir et blanc - 1,37:1 - Son mono - 35 mm
- Durée : 67 minutes
- Genre : Comédie
- Dates de sortie :
  - Royaume d'Italie : 31 octobre 1937

## Distribution
- Silvio Bagolini : Valerio Castiglioni
- Olga Capri : Eusebia
- Ugo Ceseri : Ishmael Castiglioni
- Checco Durante : aubergiste
- Claudio Ermelli (it) : ouvreur
- Luisa Ferida : Ninetta
- Armando Migliari : Camillo Castiglioni
- Amedeo Nazzari : Fulvio Castiglioni
- Raffaello Niccoli : notaire
- Dina Perbellini : Berta
- Camillo Pilotto : Mario Castiglioni
- Vanna Vanni : Gisa
- Enrico Viarisio : Avocat De Ambrosi

## Production
Produit par Roma Film, le film a été tourné dans les studios Pisorno de Tirrenia, une frazione de Pise, en Toscane.